# Абу-Саїд Багадур-хан
Абу-Саїд Багадур-хан (*ᠪᠦᠰᠠᠢ ᠪᠠᠬᠠᠲᠦᠷ ᠬᠠᠨ, 2 червня 1305  —1 грудня 1335) — хан ільханату Хулагуїдів у 1316—1335.

## Життєпис
Походив з династії Хулагуїдів. Син хана Олджейту та Хаджі-хатун. Народився у 1305. При народженні отримав ім'я Абу-Саїд. Водночас виховано в мусульманській вірі.
У 1316 після смерті батька успадкував трон. Невдовзі було страчено візира попередника Рашид ад-Діна Хамадані у звинуваченні в отруєнні Олджейту. Фактично владу перебрав рід Чобанідів. Емі Чобан у 1317 році домігся призначення на посаду нойона і фактиного правителя Анатолії свого сина Темурташа. Йому вдалося відтіснити тюркських вождів в прикордонні (головним чином, західні і південні) райони.
У 1319 відбито напад Золотої Орди на кавказькі володіння. На честь цього взяв ім'я «Багадур».
У 1320 війська єгипетського султана аль-Маліка аль-Насира вдерлися до Кілікії. Натомість Абу-Саїд вирішив встати на захист Кілікійського царства. Зрештою було укладено мирний договір, що підтвердив статус-кво. Водночас продовжулося листування з папським престолом та європейськими християнськими державами. У 1321 року було підкорено Кілікійську Вірменію.
У 1322 вдалося придушити повстання кераїтів.
У 1325 війська Ільханів перемогли Узбека, хана Золотої Орди. Після цього здійснено вторгнення до Прикавказ'я, яке належало Золотій орді. Проте вже у 1327 Абу-Саїд зробив спробу позбавитися залежності від Чобанідів (скористався нагодою повстанням Тимурташа Чобаніда у 1326), наказавши стратити Демаск Каджу Чобаніда, у 1328 вбито еміра Чобана. темурташ Чобанід планував підняти повстання, проте в цей час прибули представники ільхана, які назали стратити Темурташа. В результаті влада Абу-Саїда в Малій Азії послабилася: вже у 1330 році вона завершулася на кордонах бейлика Анкіра.
У 1330 роціпочалася епідемія чуми (Чорної смерті), яка вирувала до середини 1330-х. В результаті Абу-Саїд помер. Після його смерті розпочалася боротьба за владу в державі між Джалаїрідами і Чобанідами. У більшій частині владу взяв Арпа Ке'уна, а в Хорасані, Кандагарі і Кермані посів трон Тога-Темур з роду Хасаридів.